# Culham
Culham es una parroquia y localidad británica perteneciente al condado de Oxfordshire que se encuentra en la ribera norte del río Támesis y 1.600 metros al sur de Abingdon-on-Thames. Tenía una población de 415 habitantes en 2001.
El topónimo proviene de la expresión Cula's Hamm en idioma anglosajón, en referencia a la posición de la aldea en un recodo del río Támesis. Se sabe de su existencia desde el reinado de Coenwulf de Mercia a principios del siglo IX, cuando el señorío pertenecía a la abadía de Abingdon. Poco después de la Conquista normanda de Inglaterra parte del señorío fue tomado por Guillermo I de Inglaterra, pero después el terreno fue devuelto a la abadía y se mantuvo en su poder hasta la Disolución de los monasterios en 1538.
Diversos documentos sugieren que Culham puede haber tenido una capilla desde el siglo IX, aunque se sabe que durante el siglo XII se construyó una iglesia parroquial dedicada a San Pablo. Tenía forma cruciforme, con un presbiterio, nave central y transeptos al norte y al sur, con características de Gótico perpendicular y curvilíneo. Disponía de una torre que demolida y sustituida en 1710. En 1852 toda la iglesia, excepto la torre, fue demolida y el arquitecto Joseph Clarke construyó una nueva iglesia en su lugar en el estilo propio de la Arquitectura neogótica.
Culham House es una casa de estilo georgiano, construido por el constructor de Londres, John Phillips, para reemplazar una rectoría anterior.
En 1852, Samuel Wilberforce, obispo de Oxford fundó la Escuela de Formación Diocesana para maestros (Culham College). El edificio fue ampliado en varias ocasiones durante el siglo XX. La Escuela se convirtió después en el Instituto Culham, una organización de investigación de la beneficencia relacionada con la Iglesia de Inglaterra, dependiente del Departamento de Estudios para la Educación de la Universidad de Oxford. En 1978 se fundó la Escuela Europea de Culham en sus antiguos edificios.
En 1941 la fuerza aérea de la Royal Navy abrió un aeródromo en las inmediaciones con el nombre de HMS Hornbill que se cerró en 1956 y se transfirió a la Autoridad para la Energía Atómica del Reino Unido en 1960. El antiguo campo de aviación se ha convertido en el Culham Science Centre donde se han realizado experimentos de fusión nuclear en el JET y en el MAST (Mega Ampere Spherical Tokamak).